# 이재항 (1678년)
이재항(李載恒, 1678년 ~ 1731년)은 조선시대의 무신으로 삼도수군통제사(三道水軍統制使)를 지냈으며, 친히 글자를 써 도활자(陶活字)를 만들었다.

## 생애
조선 후기의 무신으로 본관은 전주(全州), 휘는 재항(載恒), 자는 군망(君望)이다. 덕흥대원군의 6대손이며, 밀산군 이찬의 증손이며, 수사 증 좌승지 이경한(李經漢)의 손자이다. 아버지는 증 대사헌 이홍서(李弘遾)이다. 부인은 통덕랑(通德郞) 청주인(靑州人) 한성기(韓聖耆)의 딸인 정부인(貞夫人) 한씨(韓氏)와 광주인(光州人) 정의창(鄭儀昌)의 딸인 정부인(貞夫人) 정씨(鄭氏)이다.
증 대사헌 홍서의 장남으로 1678년(숙종 4) 2월 17일 탄생하였다. 어려서부터 몸집이 크고 뼈대가 굵어 기골이 장대하였다. 일찍이 학문에 뜻을 두어 복시(覆試)에 나아갔으나 이로움이 없으매 탄식하기를, `어버이가 늙으시고 가세 또한 가난하니, 이로써 이름을 떨치기 어렵다'고 하며 무예를 닦아 1706년(숙종 32) 병술(丙戌) 정시(庭試) 병과(丙科) 무과에 급제하여 1709년(숙종 35) 1월 6일 훈련주부(訓鍊主簿)에 제수되었다.
1711년(숙종 37) 7월 20일 좌변포도종사관(左邊捕盜從事官)에 제수되었다.
1715년(숙종 41) 1월 29일 도총도사(都摠都事)에 제수되었고, 이해 2월 20일 무과초시(武科初試) 때 참식관(參試官)에 임명되었고, 이해 6월 23일 다시 도총도사(都摠都事)에 제수되었다.
1716년(숙종 42) 2월 14일 훈련부정( 訓鍊副正)에 제수되고, 이해 8월 9일 사은(謝恩) 받았으며, 이해 12월 26일 훈련정(訓鍊正)으로 승진되었다.
1717년(숙종 43) 7월 6일 삼수부사(三水府使)에 제수되고, 길주목사(吉州牧使)를 거쳐 선전관(宣傳官)에 제수되고 비변사 낭관을 겸임하였다.
1722년(경종 2) 6월 6일 진주겸주청정사(陳奏兼奏請正使) 이건명(李健命)을 보필하여 정사군관(正使軍官)으로 청나라에 다녀왔으며, 공로로 아마 1필(兒馬一匹)을 하사받고, 이해 10월 21일 창성부사(昌城府使)에 제수받고, 부호군(副護軍)을 역임하였다.
1723년(경종 3) 6월 6일 여주목사(驪州牧使)에 제수받고, 이해 8월 2일 경상 좌수사(慶尙左水使)에 제수되었다.
1724년(경종 4) 윤 4월 5일 부호군(副護軍)을 거쳐 이해 6월 12일 여산부사(礪山府使)에 제수받고, 이해 7월 2일 다시 부호군(副護軍)을 거쳐 평안감영중군(平安監營中軍)을 역임하였다. 이해 사헌부(司憲府) 장령(掌令) 정계장(鄭啓章)이 노론인 이이명(李頤明)의 일파라 하여 삭탈관직되었다가, 영조대왕이 즉위하자 다시 기용되어 사복장(司僕將)을 겸하였다.
1725년(영조 1) 1월 26일 남양부사(南陽府使)에 제수되었다가 이해 3월 6일 경상우병사(慶尙右兵使)에 제수되고, 이해 4월 4일 가선대부(嘉善大夫)에 가자되고, 이해 4월 17일 금군별장(禁軍別將)에 제수받고, 이해 4월 27일 주강(晝講)에 참여하였고, 이해 4월 28일 삼도수군통제사에 제수되었다가 이해 5월 12일 좌변포도대장(左邊捕盜大將)이 되었다.
1727년(영조 3) 금영중군(禁營中軍)을 거쳐 어영중군(御營中軍)을 역임하고, 부총관(副摠管)에 제수되었다가 자천되어 행부호군(行副護軍)을 역임하고, 이해 5월 29일 훈련도정(訓鍊都正)에 제수받고, 이해 8월 6일 무과초시(武科初試) 일소식관(一所試官)에 임명되었고, 이해 12월 2일 강계부사(江界府使)에 제수되었다.
1728년(영조 4) 어영중군(御營中軍)를 거쳐 이해 9월 19일 오위도총부 도총관(都摠管)에 제수되었다.
1729년(영조 5) 6월 14일 황해 병사(黃海兵使)에 제수되었고, 이때 친히 글자를 써 도활자(陶活字)를 만들었다. 황해감사(黃海監司)를 거쳐 1730년(영조 6) 5월 18일 평안도 병마 절도사(平安道兵馬節度使)에 제수되었다.
총융사(摠戎使)를 지내고, 1731년(영조 7) 2월 14일 풍비(風痺)로 향년 54세로 별세하였다.
어릴 때부터 효성이 지극하고 형제간에 우애가 깊었으며, 남의 위급함이 있으면 급히 도와주었다. 평생에 재산을 모을 줄 모르고 항상 검소한 생활을 하였으니 모두가 나라의 그릇(國器)이라 칭송하였다. 일찍이 판서 권상유(權尙遊)·김진규(金鎭奎)와 지우가 깊었다. 글씨를 잘 써서 당시에 이름을 떨쳤다. 작품으로는 글씨로 <리재항서첩(李載恒書帖)>이 목판으로 인간되어 전한다.

## 가족 관계
- 아버지 : 증 대사헌(大司憲) 이홍서(李弘澨, 1652년 - 1709년)
- 생모 : 증 정부인(貞夫人) 남씨(南氏, 1654년 - 1703년), 의령인(宜寧人) 충의위(忠義衛) 남득로(南得老)의 딸.
- 양모 : 증 정부인(貞夫人) 김씨(金氏, 1659년 - 1707년), 경주인(慶州人)
- 1부인 : 정부인(貞夫人) 한씨(韓氏, 1675년 - 1705년), 청주인(靑州人) 통덕랑(通德郞) 한성기(韓聖耆)의 딸.
  - 장남 : 현감 이수현 (1694년)|이수현(李壽賢, 1694년 - 1733년)
  - 딸 : 청풍인(淸風人) 김치록(金致祿)에게 하가.
- 2부인 : 정부인(貞夫人) 정씨(鄭氏, 1683년 - 1745년), 광주인(光州人) 정의창(鄭儀昌)의 딸.
  - 차남 : 이지현 (1707년)|이지현(李志賢, 1707년 - 1733년)
  - 3남 : 현감 증 이조참판 이방현(李邦賢, 1712년 - 1775년)
  - 4남 : 어영대장 이국현(李國賢, 1714년 - 1780년) → 삼도수군통제사 역임.
- 동생 : 부사 증 호조참판 이재악(李載岳, 1684년 - 1736년)
- 동생 : 이재완 (1694년)|이재완(李載完, 1694년 - 1754년)

| 전임 윤오상 | 제99대 삼도수군통제사 1725년 6월 - 1726년 12월 | 후임 이복연 |